# 帕克森 (阿拉斯加州)
帕克森（英語：Paxson）是位於美國阿拉斯加州瓦爾迪茲-科爾多瓦人口普查區的一個人口普查指定地區。根據2010年美國人口普查，該地共人口40人，而該地的面積約為824.30平方千米。

## 地理
帕克森的座標為63°01′48″N 145°30′00″W / 63.03000°N 145.50000°W，而該地的平均海拔高度為1035米（即3396英尺）。